# 四方洞遗址
四方洞遗址位于中国河北省承德市鹰手营子矿区。
鹰手营子东北1.5公里的柳河岸边有一个山洞，因洞口呈较规则的四方形，人们称之为四方洞。此处为旧石器时代洞穴遗址，出土石器主要工具类型为刮削器，另外有大量的具有锐利边缘的石片及残片。承德博物馆有展出。
1993年7月15日，列入河北省第三批文物保护单位，类型为古遗址。2013年5月，中国国务院公布为第七批全国重点文物保护单位（古遗址）。